# كأس تركيا 2014–15
كأس تركيا 2014–15 (بالتركية: 2014-15 Türkiye Kupası)‏ هو الموسم 53 من كأس تركيا. أقيم خلال الفترة 3 سبتمبر 2014 وحتى 3 يونيو 2015، وأشرف على تنظيمه اتحاد تركيا لكرة القدم، وكان عدد الأندية المشاركة فيه 159، وفاز فيه غلطة سراي.